# Jacek Ścibor
Jacek Zbigniew Ścibor – polski muzyk, profesor sztuki.

## Życiorys
W 1992 r. ukończył studia rytmiki w Akademii Muzycznej im. Ignacego Jana Paderewskiego w Poznaniu, w 2007 r. obronił pracę doktorską, w 2016 r. habilitował się na podstawie pracy zatytułowanej pt. Opera omnia religiosa 3. W 2023 r. uzyskał tytuł profesora sztuki.
Został pracownikiem naukowym w Instytucie Muzyki, Kolegium Nauk Humanistycznych Uniwersytetu Rzeszowskiego i członkiem Zespołu Sztuki PKA.